# Grêmio Atlético Farroupilha
Grêmio Atlético Farroupilha is een Braziliaanse voetbalclub uit Pelotas in de staat Rio Grande do Sul. 

## Geschiedenis
De club werd opgericht in 1926 als 9º Regimento da Infanteria (9e infanterieregiment). In 1934 nam de club voor het eerst deel aan de eindronde van het Campeonato Gaúcho en bereikte de finale tegen Internacional, die ze met 1-0 verloren. Het volgende jaar speelde de club opnieuw de finale, nu tegen Grêmio. De club verloor met 3-1, maar dit jaar was er ook een terugwedstrijd die de club met 3-0 won waardoor er een derde beslissende wedstrijd kwam. Cardeal scoorde al in de eerste minuut, maar Grêmio kwam nog langszij in de 27e minuut. In de 63e minuut scoorde Cerrito het winnende doelpunt waardoor de staatstitel binnen was.
In 1941 wijzigde de club de naam in Grêmio Atlético Farroupilha omdat er een wet gekomen was die het verbood dat sportclubs de naam droegen van civiele instanties. In 1959 werd de club opnieuw vicekampioen achter Grêmio. In 2006 degradeerde de club uit de hoogste klasse van het Campeonato Gaúcho en slaagde er tot dusver niet in om terug te keren.

## Erelijst
Campeonato Gaúcho
1935

## Bekende ex-spelers
- Cardeal
- Escurinho
- Palhinha